# Consejo del distrito de Waikato

Alcalde y concejales del distrito de Waikato.

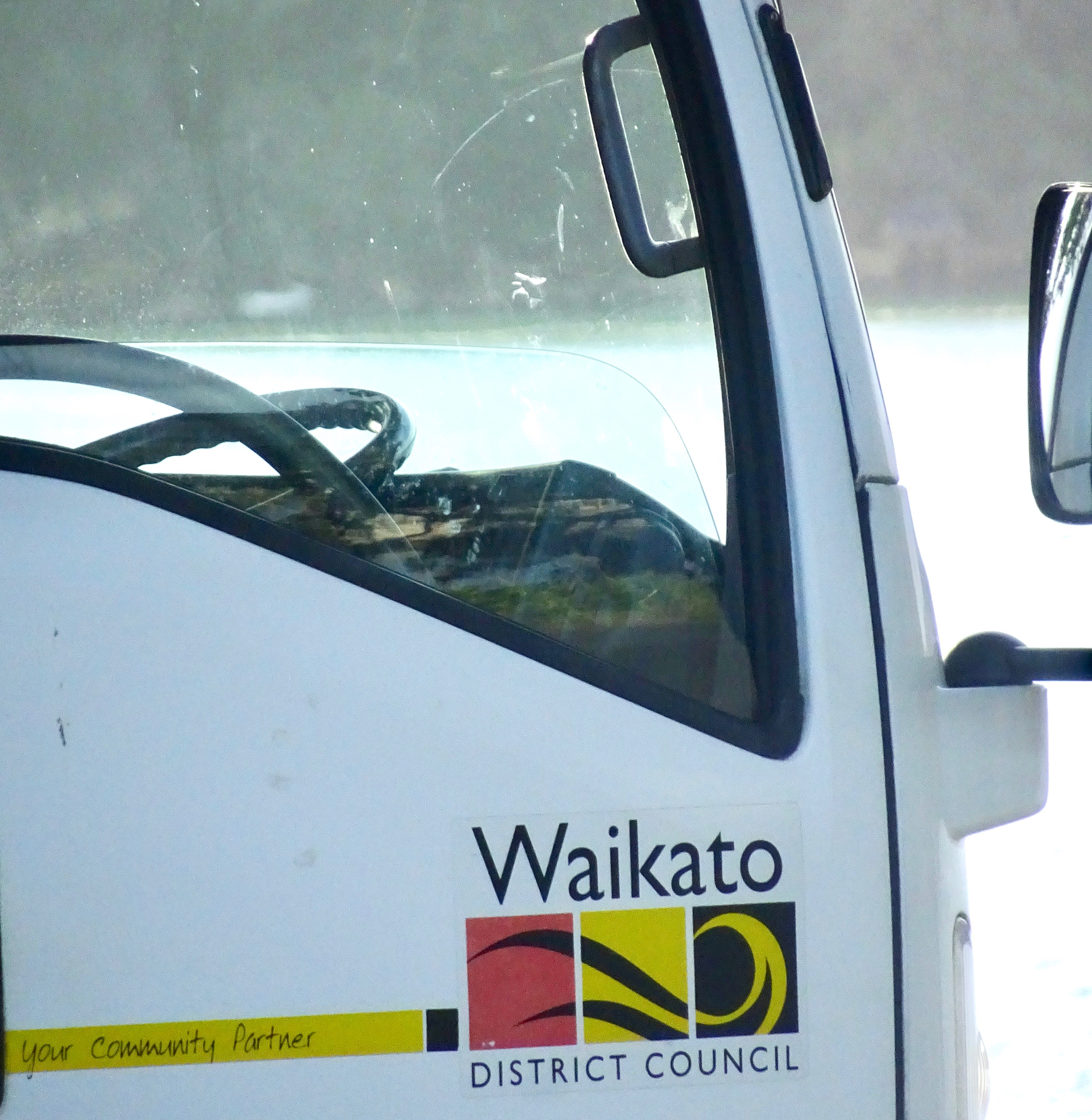
Logotipo actual del Consejo del Distrito de Waikato utilizado desde 2003. Desde 2014, a veces se agrega debajo la traducción maorí, Te Kaunihera aa Takiwaa o Waikato'.

El consejo del distrito de Waikato (en māori: Te Kaunihera ā-Rohe o Waikato) es la autoridad territorial del distrito de Waikato de Nueva Zelanda. 
El consejo está dirigido por el alcalde de Waikato, Jacqui Church. También hay concejales de barrio. 

### Concejales
| Barrio                | Tipo de barrio | Concejal                    |
| --------------------- | -------------- | --------------------------- |
| Tamahere-Woodlands    | General        | Crystal Beavis              |
| Western Districts     | General        | Carolyn Eyre (Deputy Mayor) |
| Newcastle-Ngāruawāhia | General        | Janet Gibb                  |
| Tamahere-Woodlands    | General        | Mike Keir                   |
| Tuakau-Pōkeno         | General        | Kandi Awhina Maxine Ngataki |
| Tai Raro Takiwaa      | Māori          | Pāniora Matatahi-Poutapu    |
| Newcastle-Ngāruawāhia | General        | Eugene Patterson            |
| Waerenga-Whitikahu    | General        | Marlene Raumati             |
| Tuakau-Pōkeno         | General        | Vern Reeve                  |
| Whāingaroa            | General        | Lisa Thomson                |
| Awaroa-Maramarua      | General        | Peter Thomson               |
| Tai Runga Takiwaa     | Māori          | Tilly Turner                |
| Huntly                | General        | David Whyte                 |

## Historia
El consejo se estableció en 1989, como reemplazo del consejo del condado de Raglan (1876), el consejo del condado de Waikato (1876), el consejo municipal de Ngāruawāhia (establecido en 1920) y el consejo municipal de Huntly (establecido en 1931).  